# 小坂由美子
小坂 由美子（こさか ゆみこ、1970年2月3日 - ）は、日本の女性シンガーソングライター。広島県尾道市出身。血液型はA型。

## 人物
高校時代に先輩に誘われ、軽音楽部に入部。最初「歌に自信が無かった」と謙遜したが、負けず嫌いなので断らなかったという。その後、友人と共にバンドを組んだことがきっかけで、音楽の世界に入る。なおデビュー曲となる「REASON」は高校時代に作った曲である。
中国地区のコンテストで数々のタイトルを獲得し、1991年4月に上京。ライブ活動を中心に活動していたが、1992年にスターチャイルドから、テレビアニメ『宇宙の騎士テッカマンブレード』のオープニングテーマである「REASON」でデビューし、同作終了まで主題歌・挿入歌の大半を担当した(同作品への楽曲には原曲が存在し、歌詞や編曲が違う。その楽曲は自身のファーストアルバム「YUMICO」に収録されている。「REASON」＝「Feel Me In Your Bone 」・「ENERGY OF LOVE」＝「Energy of Love」・「永遠の孤独」＝「Lazy Blue Moon」・「LONELY HEART」＝「Lonely Angel Flight」。原曲のうち「Lonely Angel Flight」以外の3曲は作詞・作曲とも小坂が担当、「Lonely Angel Flight」は作曲のみ小坂が担当している。「Energy of Love」は曲名が大文字になったのみで、アレンジをせずにそのまま使用されている。)。
1993年にテレビアニメ『GS美神』のエンディングテーマである「BELIEVE ME」を発表したが、同年にリリースしたセカンドアルバム『Into My Heart』を最後に活動は確認されていない。

## ディスコグラフィ

### シングル
|                  | 発売日           | タイトル         | c/w                  | 規格             | 規格品番         |
| スターチャイルド | スターチャイルド | スターチャイルド | スターチャイルド     | スターチャイルド | スターチャイルド |
| ---------------- | ---------------- | ---------------- | -------------------- | ---------------- | ---------------- |
| 1st              | 1992年3月25日    | REASON           | ENERGY OF LOVE       | 8cmCD            | KIDA-37          |
| 2nd              | 1992年9月5日     | 永遠の孤独       | LONELY HEART         | 8cmCD            | KIDA-46          |
| 3rd              | 1993年2月24日    | マスカレード     | アンジェラ〈ANGELO〉 | 8cmCD            | KIDA-53          |
| 4th              | 1993年5月21日    | BELIEVE ME       | ダンスのD            | 8cmCD            | KIDA-60          |

### アルバム

#### オリジナルアルバム
|                | 発売日         | タイトル       | 規格           | 規格品番       |
| キングレコード | キングレコード | キングレコード | キングレコード | キングレコード |
| -------------- | -------------- | -------------- | -------------- | -------------- |
| 1st            | 1992年10月7日  | YUMICO         | CD             | KICS-240       |
| 2nd            | 1993年6月23日  | Into My Heart  | CD             | KICS-321       |

### タイアップ一覧
| 曲名           | タイアップ                                                             | 収録作品                 |
| -------------- | ---------------------------------------------------------------------- | ------------------------ |
| REASON         | テレビ東京系TVアニメ『宇宙の騎士テッカマンブレード』オープニングテーマ | シングル「REASON」       |
| ENERGY OF LOVE | テレビ東京系TVアニメ『宇宙の騎士テッカマンブレード』エンディングテーマ | シングル「REASON」       |
| 永遠の孤独     | テレビ東京系アニメ『宇宙の騎士テッカマンブレード』オープニングテーマ   | シングル「永遠の孤独」   |
| LONELY HEART   | テレビ東京系アニメ『宇宙の騎士テッカマンブレード』エンディングテーマ   | シングル「永遠の孤独」   |
| マスカレード   | テレビ東京系アニメ『宇宙の騎士テッカマンブレード』挿入歌               | シングル「マスカレード」 |
| BELIEVE ME     | ABC・テレビ朝日系アニメ『GS美神』エンディングテーマ                    | シングル「BELIEVE ME」   |